# Orchestra prezidențială a Republicii Moldova

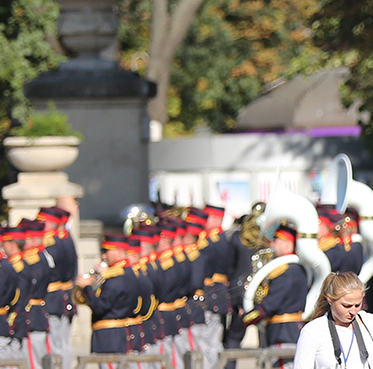
Orchestra în timpul unei parade militare din 2016.

Orchestra prezidențială a Republicii Moldova este un ansamblu de artiști și cea mai mare formație militară a Forțelor Armate ale Republicii Moldova, servind în mod obișnuit președintele Republicii Moldova în funcția sa de comandant șef. Formația cântă la ceremoniile de întâmpinare ale oficialilor străini în vizitele de stat, ceremoniile de importanță națională, parade militare, ceremoniile de acreditare a ambasadorilor în Moldova și diferite evenimente comunitare. Actualul comandant al formației este locotenent-colonelul Leonid Vozniuc, care este conducătorul tuturor formațiunilor muzicale militare din forțele armate. Trupa, care este formată din 110 muzicieni, a concertat la festivaluri internaționale din Germania, Rusia, Belgia și România.

## Istoric

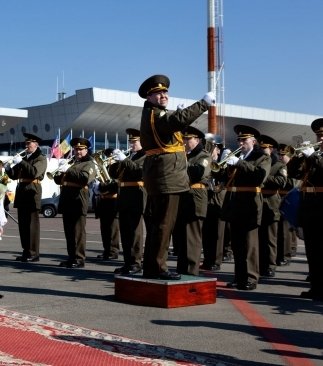
Formația în timpul vizite lui Joe Biden în Moldova în martie 2011.

Orchestra a fost formată la 7 noiembrie 1992, ca succesoare a trupelor combinate ale garnizoanei Chișinău a armatei sovietice din RSS Moldovenească. A fost inițial numită Trupa Ministerului Apărării din Moldova, dar și-a schimbat numele prin ordinul președintelui Mircea Snegur în 1994. În 1997, Serviciul Orchestral Militar a sancționat formația să cânte în străinătate.  

## Recunoaștere
Și-a sărbătorit jubileul de aur în 2017, primind felicitări de la ministrul apărării de atunci, Eugen Sturza. La cea de-a 26-a aniversare din 2018, președintele Igor Dodon a acordat premii și diplome onorifice unsprezece muzicieni din trupă. În 2019, Ministerul Apărării a acordat grade militare și a decorat mai multor membri ai formației, în special „Crucea pentru Merit” (clasa a III-a) și Crucea „Pentru un serviciu impecabil” în ceea ce privește serviciul petrecut.

## Muzică ceremonială
| Titlu                                 |
| ------------------------------------- |
| Marș de Întîmpinare                   |
| Marș de Întîmpinare „La Mulți ani”    |
| Marș de Întîmpinare „Ștefan cel Mare” |
| Marș Jubilar                          |
| Marș „Pe plai Moldav”                 |
| Marșul Voluntarilor                   |

## Vezi si
- Garda de onoare (Republica Moldova)
- Trupele de carabinieri